# Бочкарёв, Константин Степанович
Константи́н Степа́нович Бочкарёв (30 декабря 1905,  прииск Архангельский Чесменского района Челябинской области — 20 ноября 1995, Москва) — советский учёный, зав. кафедрой марксизма-ленинизма Пермского пединститута, зав кафедрой основ марксизма-ленинизма, первый декан и основатель историко-филологического факультета Пермского университета (1941). Участник Великой Отечественной войны. Генерал-майор, заместитель начальника Управления пропаганды и агитации Главного политического управления Советской Армии и Военно-Морского флота.

## Биография
Учился на землеустроительном факультете Омского сельскохозяйственного института, затем на педагогическом факультете Пермского университета (с 1926). После трёх лет учёбы в университете назначен ассистентом кафедры философии с правом самостоятельного чтения курса диалектического и исторического материализма. По окончании университета начинает преподавательскую деятельность в Пермском пединституте (созданном в результате отделения педфака университета в самостоятельный вуз).
С 1939 года — заведующий кафедрой марксизма-ленинизма Пермского пединститута.
1940 — защитил в МГУ кандидатскую диссертацию на тему «Чувственные восприятия и их роль в познании».
С 7 февраля 1940 — зав. кафедрой основ. марксизма-ленинизма Пермского университета.
C 15 мая 1941 (одновременно с заведованием кафедрой) — первый декан реорганизованного историко-филологического факультета Пермского университета.
Как только началась Великая Отечественная война, К. С. Бочкарёв написал заявление в обком партии с просьбой направить его в действующую армию. В оставшееся до отправки на фронт время в докладах и лекциях разоблачал планы немецко-фашистских захватчиков о покорении огнём и мечом советского народа. Он успел даже написать брошюру «Фашизм — злейший враг культуры», которая сразу была выпущена Пермским книжным издательством.
9 сентября 1941 — отчислен из Пермского университета ввиду призыва в РККА. Отправлен на Калининский фронт, получив должность инструктора по пропаганде в политотделе стрелковой дивизии.
Всю войну находился в действующих войсках. Воевал на Калининском, Западном, 2-м Прибалтийском фронтах, был заместителем начальника политотдела дивизии, начальником отделения пропаганды и агитации и заместителем начальника политотдела армии. Закончил войну в звании подполковника.
Последние годы перед отставкой был заместителем начальника Управления пропаганды и агитации Главного политического управления Советской армии и Военно-морского флота, начальником лекторской группы (в звании генерал-майора).

### Общественная работа в Перми
- 1938 — 09.10.1941 — председатель Пермского обкома союза работников высшей школы и научных учреждений[3].
- несколько лет работал директором пермского Дома учёных.
- руководил городским университетом марксизма-ленинизма (при Доме учёных)[4].

## Награды
- орден Отечественной войны 1-й степени (06.04.1985).
- орден Отечественной войны 2-й степени (22.08.1944).
- четыре ордена Красной Звезды (17.07.1942, 20.08.1942, 30.12.1956, 22.02.1968).
- медали СССР.

## Работы
- Бочкарёв К. С. Фашизм — злейший враг культуры. — Молотов: Книжное издательство, 1941.
- Бочкарёв К. С. Программа КПСС о защите социалистического отечества / Ген.-майор К. С. Бочкарёв, полк. И. П. Прусанов, полк. А. А. Бабаков. — М.: Воениздат, 1965. — 22000 экз.code=SYS (недоступная ссылка)